# 勞倫斯·希爾
勞倫斯·希爾（英語：Lawrence Hill，1957年—）是一名非洲裔加拿大作家。希爾出生於安大略省的紐馬克特，父親是一名由美國移民到加拿大的黑人，而母親則是一名白人。希爾分別從拉瓦爾大學取得經濟學的學位及從約翰·霍普金斯大學取得寫作的碩士學位，畢業後曾在《環球郵報》擔任記者。1992年，希爾已經出版了他的第一本小說，但直至2007年，出版了《黑奴書》The Book of Negroes，一本講述一個馬里女奴被賣至美國的故事，他才獲得大眾的關注，並為他帶來多個獎項，當中包括2008年度英聯邦作家獎的頭獎。新书The illegal 出版在2015年, 作者花了五年时间写这本书。现居住于加拿大哈密尔顿（2016）